# Buena Vista (Paraguaná)

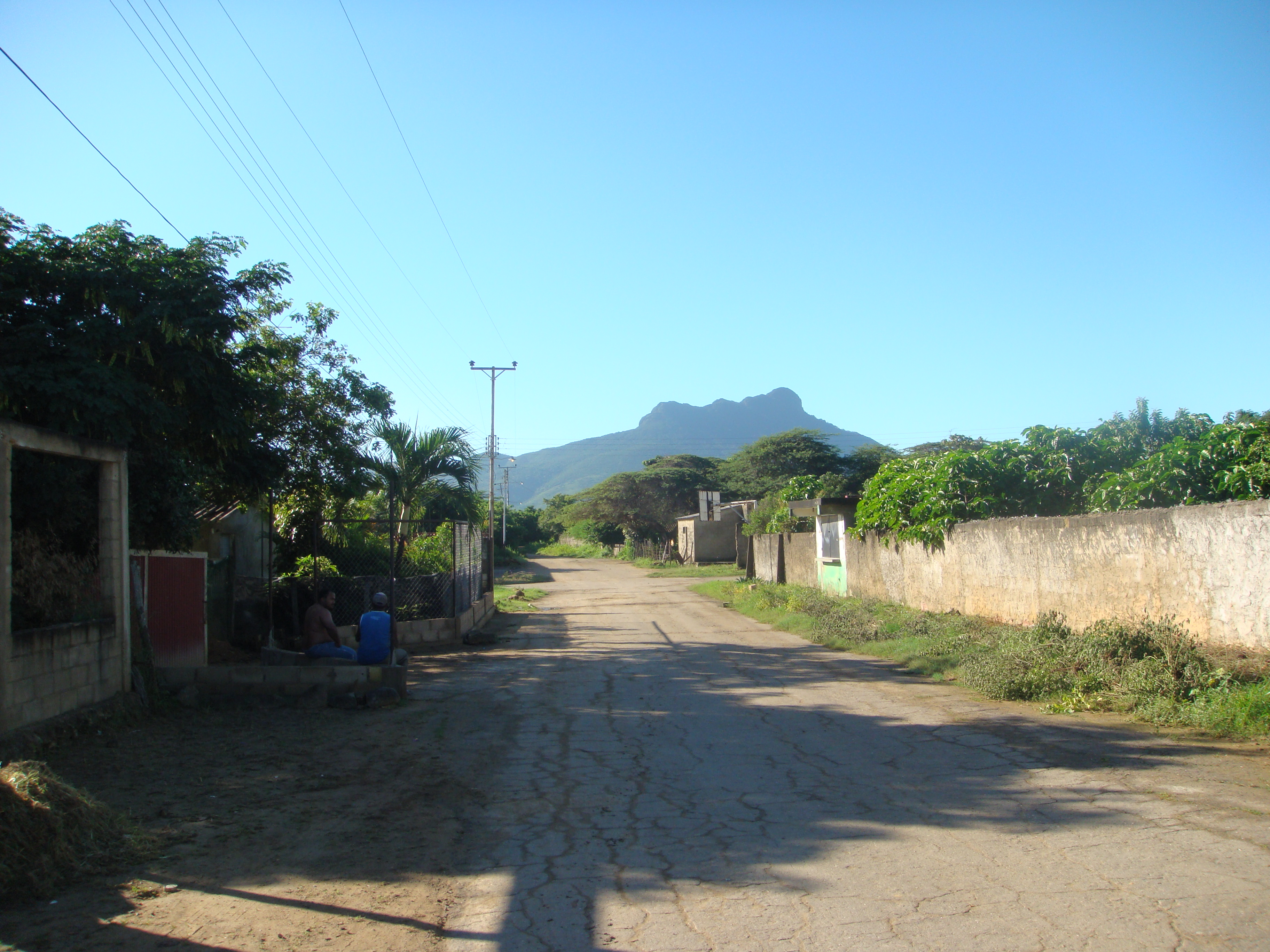
Calle de Buena Vista. Al fondo, el Cerro Santa Ana.

Buena Vista es un pueblo que se encuentra en la península de Paraguaná. Se desconoce la fecha exacta de su fundación, pero por el título de la iglesia se considera que la formación del Valle de San Juan Bautista de Buena Vista comenzó de 1710 a 1720. Durante un censo en 1787 se señala que es el único pueblo paraguanero donde no existen esclavos ni indios libres. Es, seguramente, el primer pueblo no indígena o de «españoles» construido en la península.

## La imprenta en Buena Vista
En el año 1909 circulaba en Buena Vista de Paraguaná un periódico cuyo nombre era Resurrección; este bisemanario era dirigido y redactado por Teolindo Smith y José Rosario López y se inició de una forma manuscrita; algunos periódicos que circulaban en Coro de esa época llegaron a reseñarlo como por ejemplo la Evolución N 14 (año I, mes II) del 31 de marzo de 1909, donde acusa recibo del N 8 de Resurrección, quincenario manuscrito de intereses generales de Buena Vista, Paraguaná, dirigido y redactado por  Teolindo Smith y José Rosario López.
Se desconoce la fecha de su fundación, aunque se sabe que inicialmente circuló elaborado a mano hasta que el general Presidente del estado donó una imprenta al Municipio Buena Vista. Esta donación fue reseñada por otros periódicos de la Ciudad de Coro: El Verbo Democrático N 9 (Año I mes III), Coro 7 de agosto de 1909; unos días antes, el Semanario El Popular, Coro N 17 (Año I mes V) del 30 de junio de 1909, también informa que a petición de los vecinos de Buena Vista, el gobierno del estado les ha donado una imprenta para el pueblo.